# 刘宝琛
刘宝琛（1932年7月20日—2017年6月21日），辽宁开原人，采矿工程专家，中国随机介质理论奠基人及其应用的开拓者，中国工程院院士，中南大学土木工程学院教授。

## 履历
1957年，被中国科学院派往波兰科学院岩石力学研究所做博士研究生，师从沙乌斯托维奇院士及李特维尼申院士。1962年，取得技术科学博士学位。1994年，当选波兰科学院外籍院士。1997年，当选中国工程院院士。2017年6月21日15时30分，于长沙辞世。